# 峨眉紫锤草
峨眉紫锤草（学名：Pratia fangiana）为桔梗科铜锤玉带属下的一个种。

## 扩展阅读
- 維基物種上的相關：峨眉紫锤草